# La Romance du sire de Créqui

La Romance du sire de Créqui est un récit anonyme, en cent sept quatrains, du voyage de Raoul de Créquy en 1146-1147 où celui-ci accompagna le roi Louis VII Le Jeune lors de la deuxième croisade. Laissé pour mort sur le champ de bataille de Laodicée, il est fait prisonnier puis revient en Artois.

## Contexte
Sa femme Mahaut, le croyant mort allait épouser le sire de Renty que Raoul trouva dans ses domaines à son retour. Il se fit reconnaitre de son épouse grâce au demi-anneau nuptial qu'il avait emporté. 

« Chiou Chevallier estoy preux et de bon renom

Doutable et qui portoy de Creki le surnom.

Pour sie compaigne avoye espeusie une femme

En cheile meisme année, qu'estoy fort belle dame...
« Giou te jure ma mie ameur et feyaulteye. »

Sy li prendant sie main s'en anniau li a osteye

Soudain l'ayant rompu et mis en deux parties

Sy li en bailla eune et vuardia le moitié... »